# Sophie Taeuber-Arp

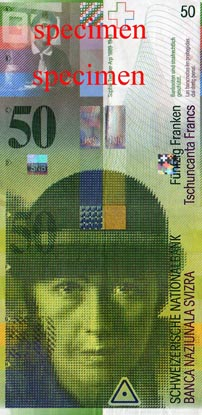
Sophie Taeuber-Arp sur le billet suisse de 50 francs.

Sophie Henriette Gertrude Taeuber connue sous le nom de Sophie Taeuber-Arp, née le 19 janvier 1889 à Davos, en Suisse, et morte le 13 janvier 1943 à Zurich, est une artiste, peintre, sculptrice et danseuse suisse, ayant participé aux mouvements dada puis surréaliste avec son époux, Jean Arp. Son œuvre, marquée par la géométrie et le rythme, embrasse des formats à deux dimensions (tableaux, travaux sur tissu), à trois dimensions (sculpture, bas-reliefs) et le spectacle vivant (danse, théâtre).

## Vie et œuvre
Sophie Taeuber étudie les arts appliqués à Saint-Gall, Munich et Hambourg et, grâce à son amie Mary Wigman, elle découvre la danse d'expression. Elle prend des cours sous la direction du chorégraphe Rudolf von Laban.
Elle s'installe à Zurich en 1915, année où elle rencontre Jean Arp et participe avec lui au mouvement dada. Son talent de danseuse lui ouvre les portes du Cabaret Voltaire. Cependant, elle doit utiliser un pseudonyme et danser masquée, car les danses pleines « d'inventions, de caprices et de bizarreries » qu'elle offre en spectacle, ne sont pas en accord avec l'École des arts appliqués de Zurich où elle enseigne, de 1916 à 1929.

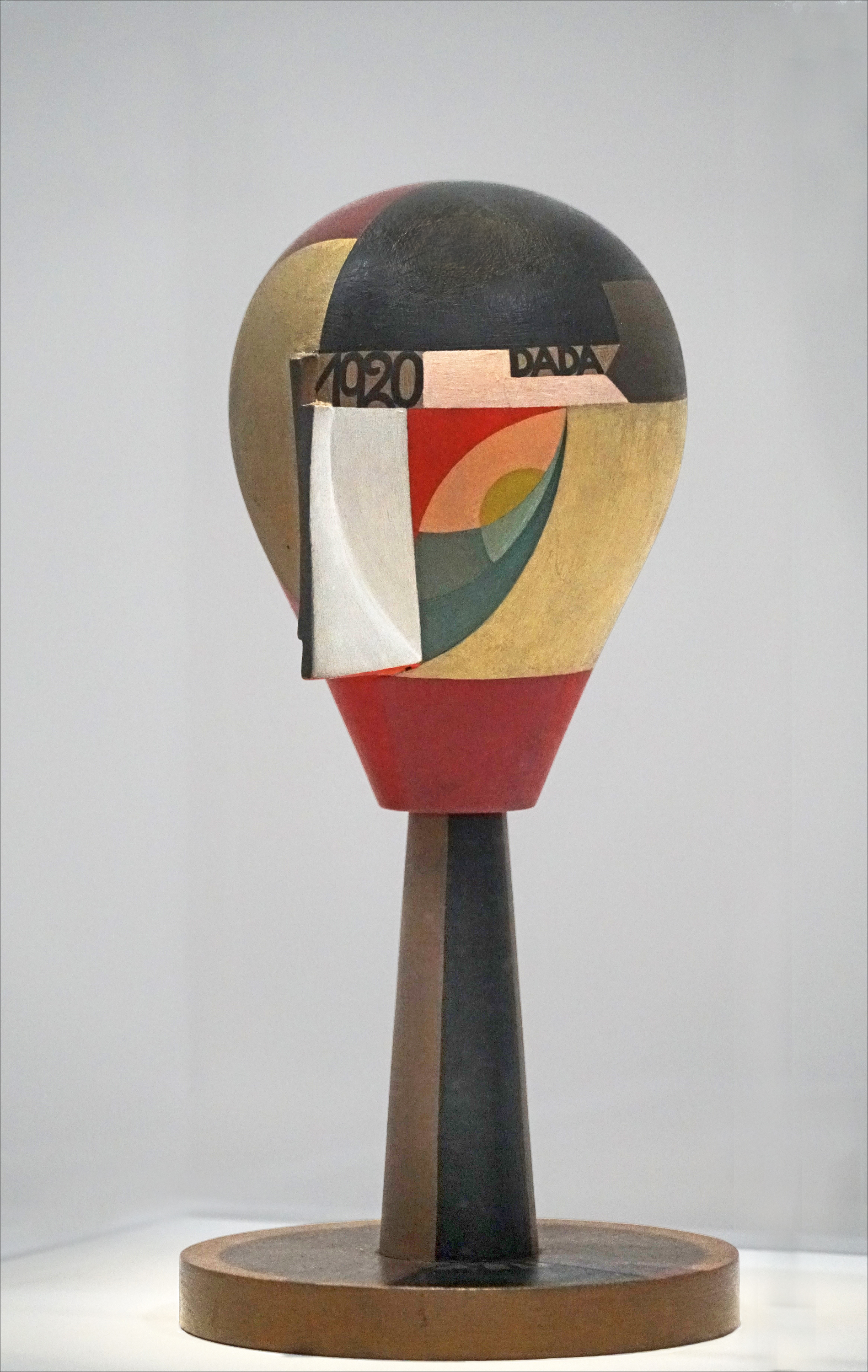
Tête dada, 1920, AM 2023-332

Pendant ces années au Cabaret Voltaire, elle réalise une série de Têtes Dada qui font partie de ses œuvres les plus célèbres. L'une de ces petites sculptures en bois tourné peint, Tête Dada, 1920, est couverte de formes abstraites géométriques et colorées. Sur cette Tête figurent aussi la date (1920), le mot "DADA" ainsi que ses initiales (SHT) qui sont mises en valeur et intégrées dans la composition. De plus, elle s'est prise en photo en 1920 avec son visage visible à côté de cette sculpture.
En 1921, elle épouse Jean Arp, devenant ainsi Sophie Taeuber-Arp, qui est désormais son nom d'artiste peintre. En 1927-1928, le couple se construit une maison et un atelier d'artiste, à Clamart (21, rue des Châtaigniers).
En 1926, Sophie Taeuber-Arp achève la décoration abstraite et géométrique du premier étage de l'Aubette à Strasbourg. Elle associe Jean Arp et Theo van Doesburg. Theo s'est également vu confier le remaniement entier de l'aile droite de ce bâtiment qui devient un complexe de loisirs et de restauration. Les décors de l’Aubette de Sophie Taeuber-Arp (1926-1928) sont vus comme concrétisant son "utopie d’une harmonie sociale générée par la création abstraite".
En 1931, elle entre dans le mouvement Abstraction-Création et crée la revue Plastique, dont cinq numéros seulement paraissent, de 1937 à 1939.

En 1940, le couple se réfugie en Dordogne puis sur la Côte d'Azur. Et en 1941 elle établit avec Sonia Delaunay, entre autres, une colonie d'art à Grasse (Alpes-Maritimes), active jusqu'en 1943. Elle crée en particulier Géométrique et ondoyant, œuvre de 1941. Les Arp possèdent une maison entourée d'oliviers dont la vue s'étend jusqu'à la mer. Sonia Delaunay dit dans sa biographie : 

« … avec Sophie Taeuber et Suzy et Alberto Magnelli, notre petit groupe formait un îlot de paix et d'amitié qui créait une atmosphère favorable au travail. »

Elle meurt le 13 janvier 1943 à Zurich, chez Max Bill, intoxiquée par le monoxyde de carbone émis par un poêle à gaz défectueux. Sa mort frappe douloureusement Jean Arp qui ne travaille plus pendant trois ans.

« Son œuvre comporte un grand nombre de peintures et reliefs ainsi que des œuvres d'art appliqués. Dès 1916, l'artiste réduit les formes à des carrés et rectangles disposés […] selon des horizontales et des verticales : Compositions verticales. Dans les années suivantes, elle introduit des cercles. »

En 1995 entre en circulation un billet de banque de 50 francs suisses, sur lequel figure sa « tête dada ».
Elle repose au côté de son mari Jean Arp et de la 2e femme de celui-ci, Marguerite Arp-Hagenbach, au cimetière de Locarno.

## Héritage
Une voie du centre de Strasbourg porte son nom, la rue Sophie-Taeuber-Arp.
Elle fait l'objet d'un doodle sur Google le 19 janvier 2016.
En 2023, à l’occasion des 80 ans de sa disparition, la Fondation Arp de Clamart lui rend hommage.

## Galerie

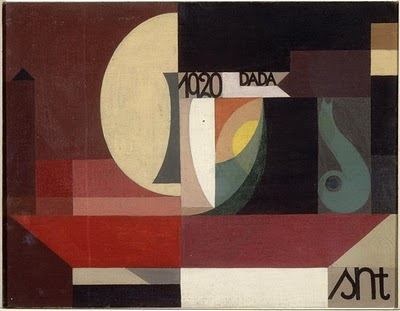
Composition dada.
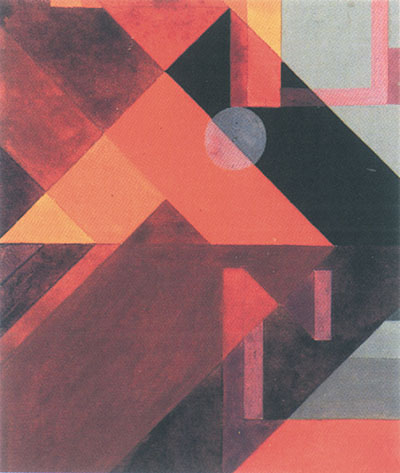
Composition en diagonales, crucifixion.
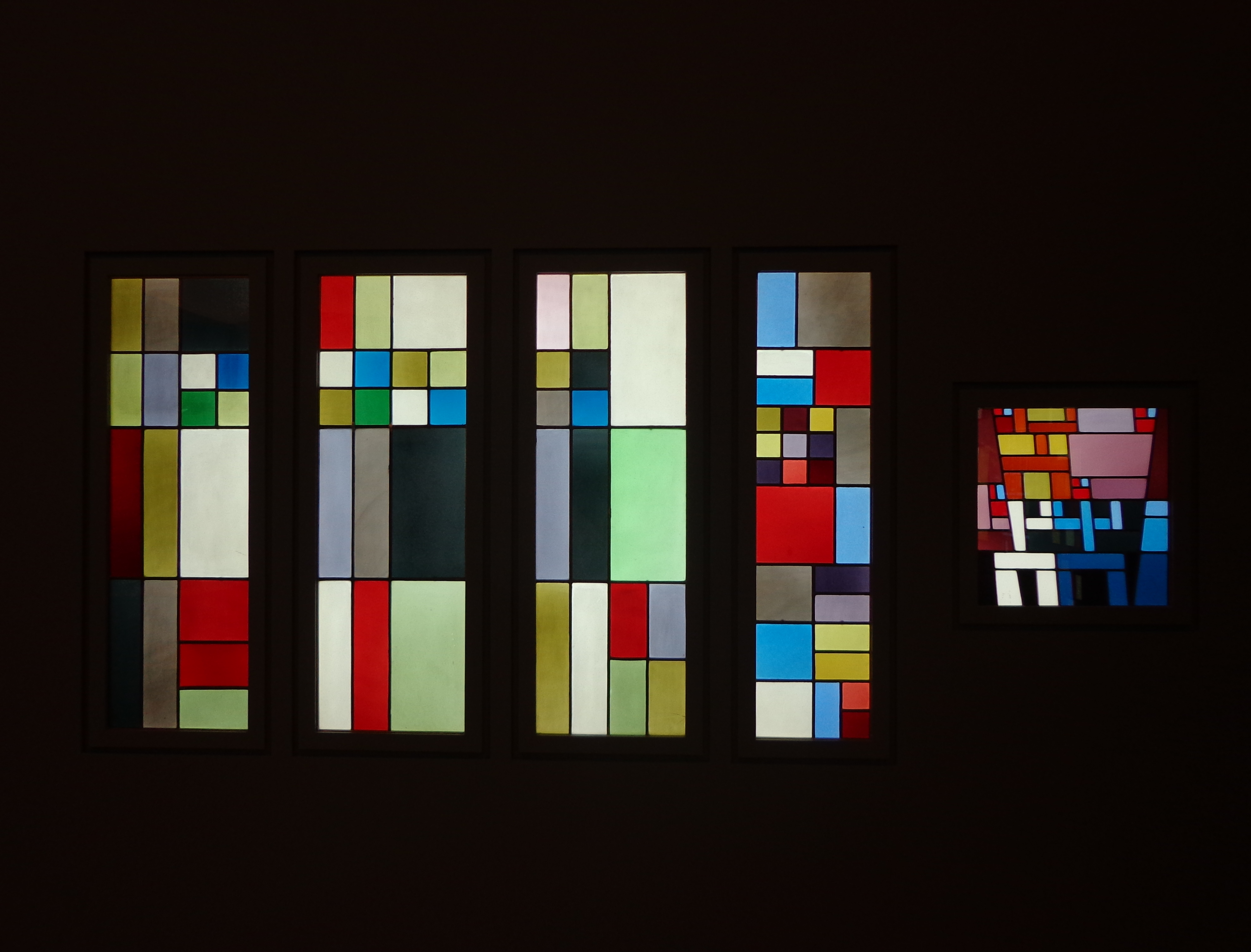
Composition géométrique verticale-horizontale.
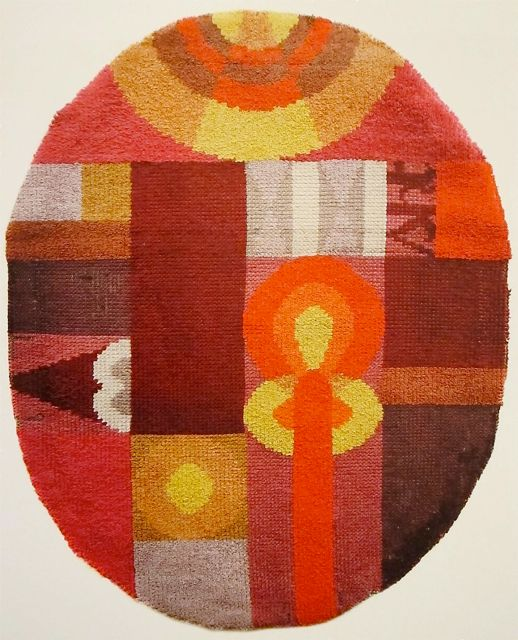
Composition ovale avec motifs abstraits.
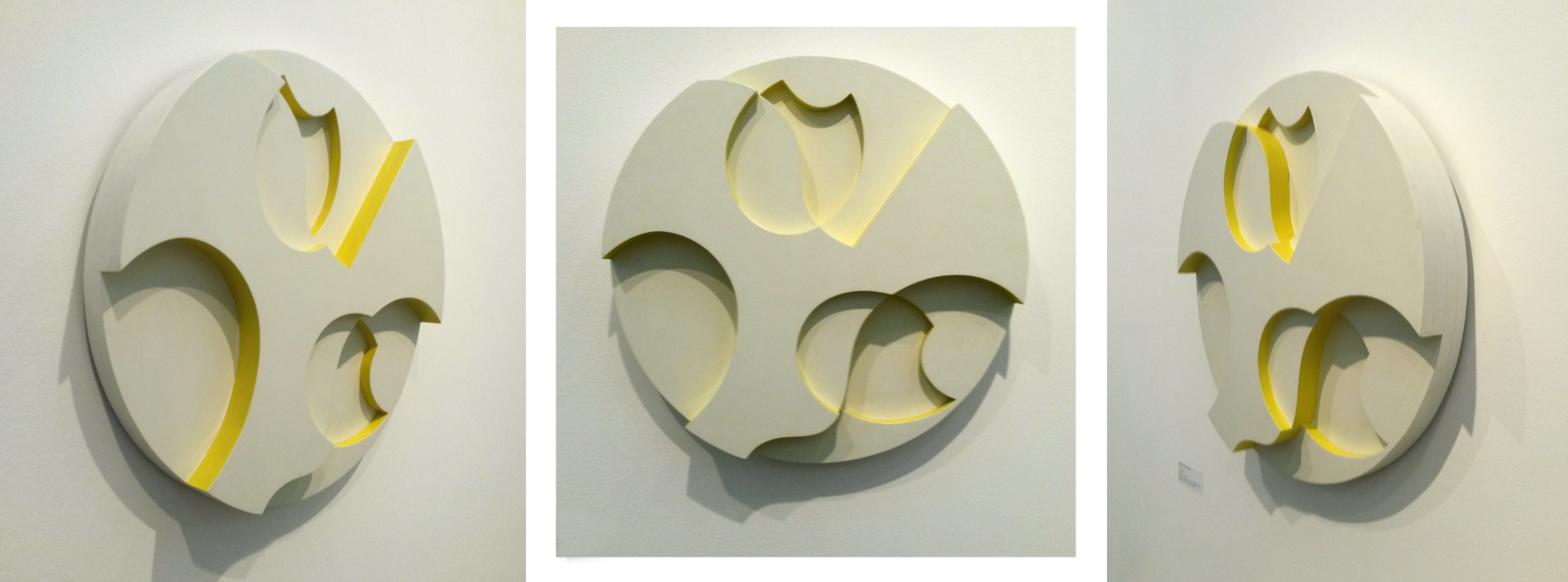
Relief rond en trois hauteurs.
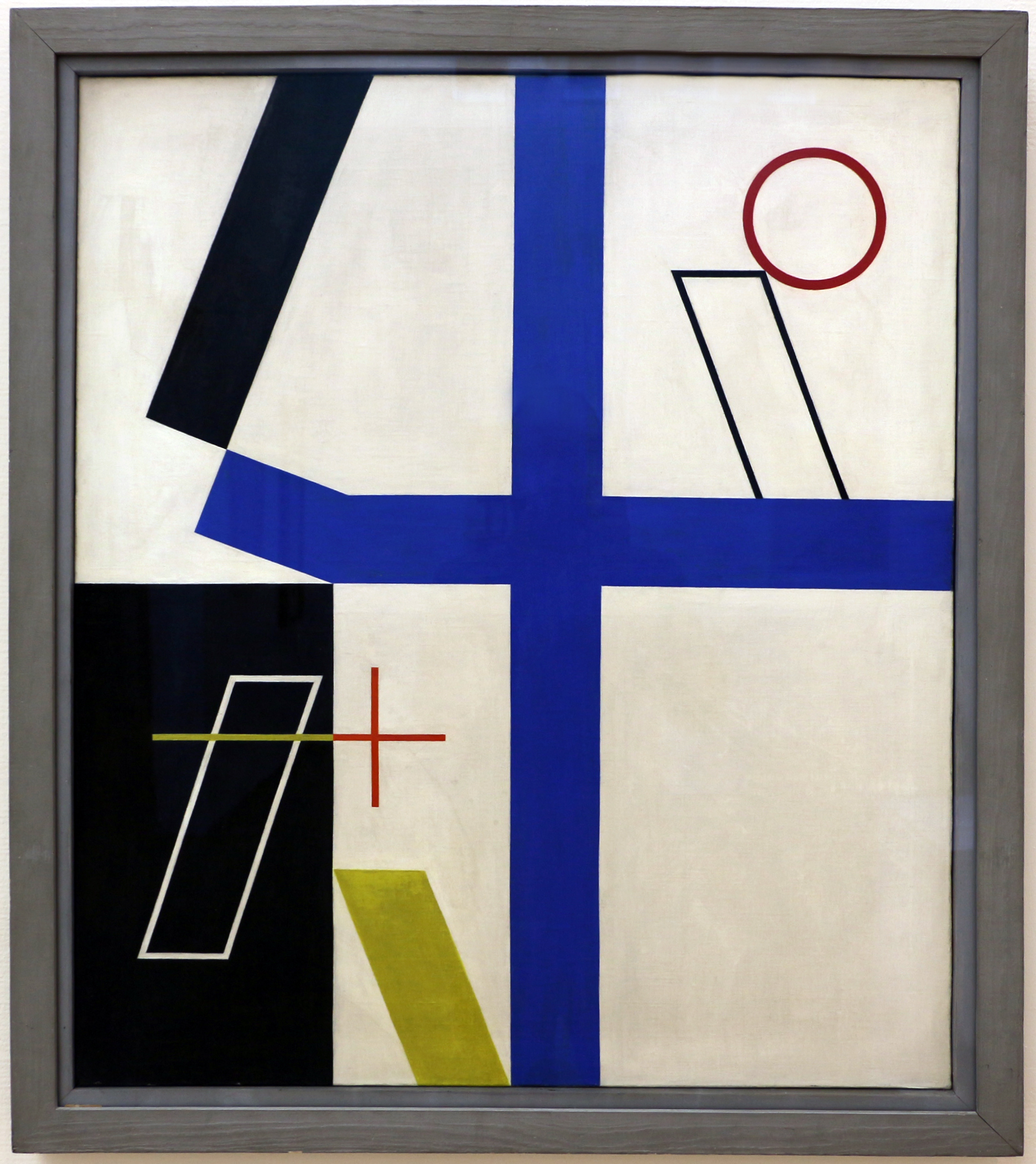
Quatre espaces à croix brisée.
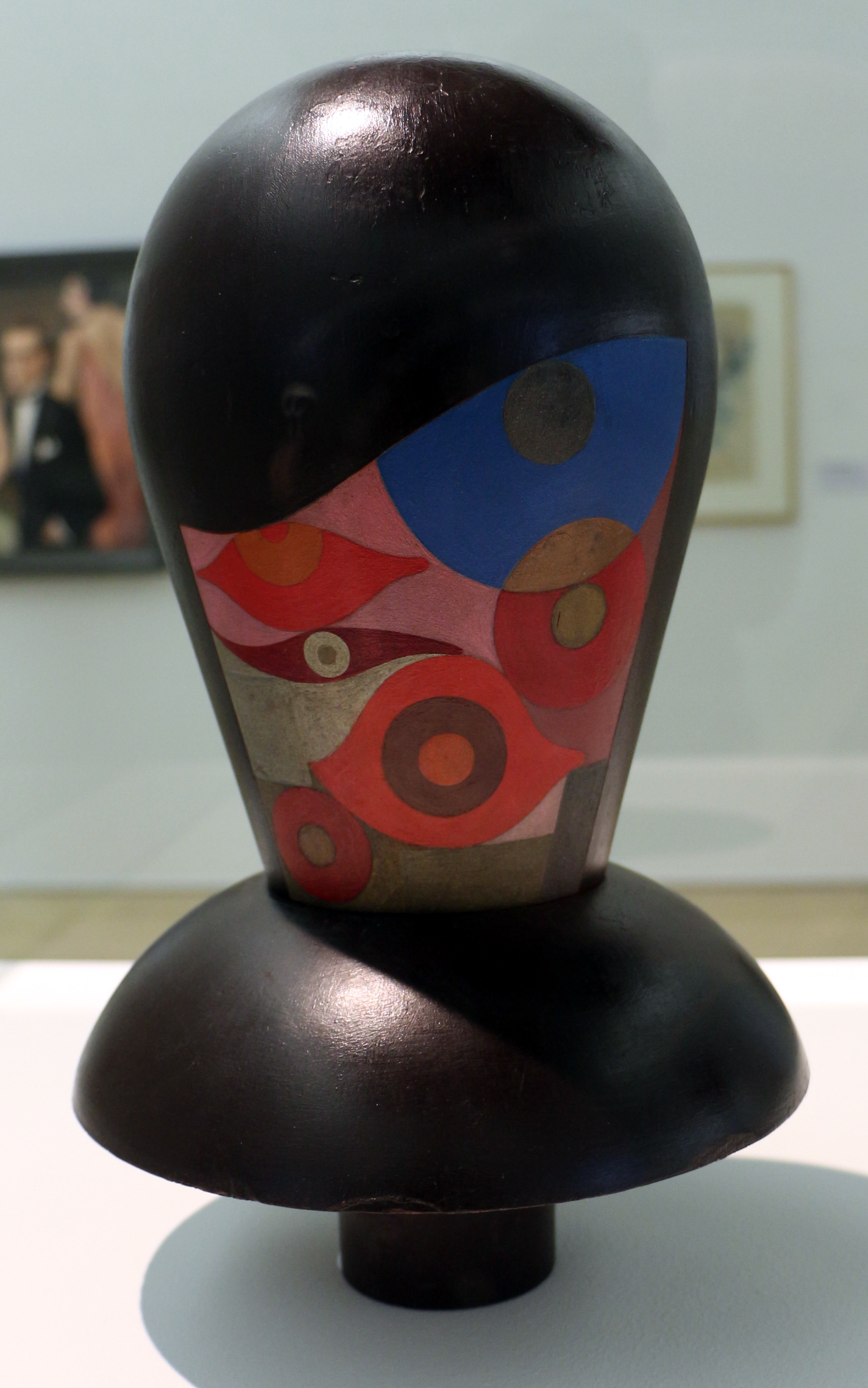
Tête Dada, 1918-19.